# Slag (kaartterm)
Het maken van slagen is een systeem dat in veel kaartspelen gebruikt wordt. 

## Spelverloop
Bij verschillende spelen zijn de regels voor het maken van slagen verschillend, maar in het algemeen geldt in alle spelen het volgende.
Alle spelers hebben aanvankelijk evenveel kaarten. Een van de spelers, meestal de speler links van de gever, legt een kaart op tafel: dit heet uitkomen. Daarna legt zijn linkerbuurman een kaart op tafel (bijspelen) en zo verder. Als elke speler een kaart heeft neergelegd, is de slag voltooid. De speler die de hoogste kaart bijspeelde heeft de slag gewonnen (men zegt ook wel: gemaakt). Hij pakt de kaarten op en legt ze dicht voor zich neer. Hij speelt de eerste kaart van de volgende slag (voorspelen).
De kaarten die in de slag gespeeld zijn, kunnen niet opnieuw worden gebruikt. Als alle kaarten gespeeld zijn, is het spel afgelopen en wordt er opnieuw gedeeld. 
Speelt men een kaart die reglementair niet geoorloofd is – bijvoorbeeld een willekeurige kaart terwijl men kleur had moeten bekennen – dan heet dat verzaken. Dat geldt als overtreding. Doordat de spelers elkaars kaarten niet kunnen zien, wordt zo'n overtreding vaak niet direct opgemerkt.
Nadat een slag gespeeld is, pakt de winnaar van de slag (of zijn partner) de kaarten van de slag op en legt ze dicht voor zich neer, zodanig dat direct zichtbaar is hoeveel slagen er al gespeeld zijn. Het is niet toegestaan de kaarten van de slag daarna nog te bekijken, en spelers met een goed geheugen hebben daar geen behoefte aan.

## De winnende kaart
De winnaar van een slag is de speler die de winnende kaart gespeeld heeft. Als er een troefkaart in de slag ligt, is de hoogste kaart van de troefkleur de winnende kaart. Bevindt zich geen troefkaart in de slag, dan wint de hoogste kaart van de gevraagde kleur, dat is de kleur van de eerste kaart van de slag.
De volgorde van de kaarten is niet voor ieder spel dezelfde. De gebruikelijke volgorde, van hoog naar laag, is:
A - H - V - B - 10 - 9 - 8 - 7 - 6 - 5 - 4 - 3 - 2
Bij jasspelen is de volgorde voor de troefkleur verschillend van de andere drie kleuren:
Troef: B - 9 - A - 10 - H - V - 8 - 7
Andere kleur:  A - 10 - H - V - B - 9 - 8 - 7
Bij andere spelen geldt soms weer een andere volgorde.
De gevraagde kleur verandert niet als een speler een andere kleur bijspeelt. Bijvoorbeeld: er wordt harten voorgespeeld, dus harten is voor deze slag de gevraagde kleur. De daaropvolgende speler heeft geen harten en speelt dus iets anders bij, bijvoorbeeld schoppen. Voor de daarna volgende speler geldt nu nog steeds dat harten de gevraagde kleur is en hij heeft dus de verplichting harten bij te spelen als hij dat kan. Pas in de volgende slag kan een andere kleur gevraagd worden.

## Terminologie
KleurElk van de (meestal) vier soorten waaruit het kaartspel bestaat. De kleuren zijn meestal: schoppen, harten, ruiten en klaveren.
TroefVaak is aan het begin van het spel een kleur als troef aangewezen. Een troefkaart is hoger dan een kaart van een andere kleur. In sommige spelen (onder andere hartenjagen, toepen) wordt zonder troef gespeeld, en er zijn ook spelen waarin soms met en soms zonder troef wordt gespeeld (onder andere bridge).
Gevraagde kleurDe eerste kaart van een slag bepaalt wat in die slag de gevraagde kleur is. Dit is dus, in tegenstelling tot de troefkleur, niet voor elke slag dezelfde kleur.
UitkomenDe eerste kaart van de eerste slag op tafel leggen.
Maken of winnen van een slagEen slag wordt gewonnen door degene die van de bijgespeelde kaarten de hoogste kaart op tafel legt. Dat is de hoogste kaart van de troefkleur, en als er geen troefkaart is bijgespeeld is het de hoogste kaart van de gevraagde kleur.
VoorspelenDe eerste kaart van een slag op tafel leggen. Hiermee wordt voor die slag de gevraagde kleur vastgesteld. Voorspelen geschiedt door degene die de vorige slag gewonnen heeft (behalve voor de eerste slag).
(Kleur) bekennen, volgen, bedienen, bijlopenEen kaart van de gevraagde kleur op tafel leggen. Meestal is dit verplicht, tenzij men niet anders kan. Speelt iemand een kaart van een andere kleur bij, dan verandert de gevraagde kleur niet.
IntroevenEen troefkaart bijspelen in een slag waarin de gevraagde kleur geen troef is. Als kleur bekennen verplicht is, mag introeven alleen als men geen kaarten heeft van de gevraagde kleur.
OvertroevenNadat er is ingetroefd een hogere troefkaart bijspelen dan er reeds op tafel ligt.
OndertroevenNadat er is ingetroefd een lagere troefkaart bijspelen dan de hoogste kaart die reeds op tafel ligt.
VerzakenEen andere kaart bijspelen dan volgens de spelregels verplicht is. Dit is dus een overtreding.
TrekBij bridge elke slag na de eerste zes slagen. Heeft een paar tien slagen gemaakt, dan zijn dat vier trekken.

## Afwijkende regels
Bovenstaande regels gelden voor vrijwel elk spel waarin slagen worden gemaakt. 
Andere regels, die per spel verschillen, zijn:
- De speler die de eerste kaart van een slag speelt, mag meestal vrij kiezen. De overige spelers hebben geen vrije keus. Meestal moeten ze kleur bekennen (ook volgen of bedienen genoemd), dat betekent dat ze een kaart van de gevraagde kleur moeten bijspelen als ze dat kunnen.
- Wie de gevraagde kleur niet heeft, speelt een andere kaart bij. In sommige spelen heeft hij vrije keus, in andere spelen moet hij, als hij dat kan, verplicht troef spelen (introeven). Is er al ingetroefd, dan moet hij een hogere troef spelen (overtroeven).
- Is er ingetroefd, dan is het bijspelen van een lagere troef (ondertroeven) in sommige spelen niet toegestaan, tenzij men niet anders kan.
- Is de gevraagde kleur troef, dan moet men in sommige spelen een hogere troef bijspelen dan de vorige speler. Heeft men geen hogere troef, dan moet men nog steeds kleur bekennen (dus een lagere troef bijspelen) als dat kan.
- Over het algemeen speelt elke speler één kaart in elke slag, maar bij sommige spelen kan een speler ook geen kaart of meerdere kaarten per slag bijspelen.
- Bij bridge is het thans gebruikelijk dat de winnaar van een slag de kaarten niet verzamelt. Iedere speler houdt zijn eigen kaarten bij zich. Een kaart wordt verticaal neergelegd als de slag gewonnen is en horizontaal als de slag niet gewonnen is. Hierdoor kan men na afloop direct zien hoe de kaarten lagen om het spel te analyseren, en bovendien kan men andere spelers met dezelfde kaartverdeling laten spelen.

## Doel van het spel
Doel van een spel kan zijn om zo veel mogelijk slagen te winnen, om slagen met bepaalde waardevolle kaarten te winnen of om de laatste slag te winnen. Soms is het echter gunstig om een slag niet te winnen, omdat dan een andere speler de eerste kaart voor de volgende slag moet voorspelen. Ook zijn er spelen waarbij het juist de bedoeling is weinig slagen te winnen.
Enkele bekende spelen waarin het systeem van het maken van slagen wordt gebruikt, zijn:
- bridge
- bieden
- skaat
- klaverjassen
- hartenjagen